# Plessis-Barbuise
Plessis-Barbuise é uma comuna francesa na região administrativa de Grande Leste, no departamento de Aube. Estende-se por uma área de 5,5 km². Em 2010 a comuna tinha 201 habitantes (densidade: 36,5 hab./km²).